# 855 Avenue of the Americas
855 Avenue of the Americas alternativt EŌS, är en skyskrapa som ligger utmed gatan Avenue of the Americas/Sixth Avenue på Manhattan i New York, New York i USA.
Byggnaden uppfördes 2016 som en kombinerad fastighet för bostäder och kommersiell verksamhet. Den är 146 meter hög och har 41 våningar. Skyskrapan har 375 lägenheter..